# Alceste ou le Triomphe d'Alcide
Pour les articles homonymes, voir Alceste (homonymie).
Alceste ou le Triomphe d'Alcide, LWV 50, est une tragédie lyrique composée par Jean-Baptiste Lully sur un livret de Philippe Quinault et créée en 1674 à Paris.

## Historique
Alceste est la deuxième tragédie lyrique de Jean-Baptiste Lully après Cadmus et Hermione, créée l'année d'avant. À la demande du roi Louis XIV, les répétitions d'Alceste eurent lieu à Versailles. Madame de Sévigné écrit : « Le roi a déclaré à Baptiste que s'il se trouvait à Paris au moment des représentations, il irait l'entendre tous les soirs ». Alceste est créé le 19 janvier 1674 à Paris au Théâtre du Palais-Royal.
Si l'œuvre fut accueillie avec enthousiasme à la cour, il n'en fut pas de même à Paris. Les ennemis de Lully, qui étaient nombreux depuis son obtention du privilège de l'Opéra, s'étaient regroupés dans la salle, lors de la première représentation parisienne. La cabale ne lâcha aucun applaudissement de la soirée. Le lendemain, les critiques ne furent guère élogieuses[réf. nécessaire]  :
Dieu ! Le bel opéra ! Rien de plus pitoyable !

Cerbère y vient japper d'un aboi lamentable !

Oh ! Quelle musique de chien !

Oh ! Quelle musique du diable !
Pourtant, les représentations suivantes connurent un succès considérable et les mauvaises langues finirent par reconnaître la valeur de cette œuvre[réf. nécessaire].

## Description
Opéra en un prologue et cinq actes, cet ouvrage cristallise la forme naissante de la tragédie lyrique. Les éléments que contiennent ce genre sont ici tous réunis : prologue mettant en scène l'actualité politique de la cour ; des récitatifs davantage mélodiques par rapport aux Italiens, servant l'aspect dramatique de l'intrigue ; des airs de divertissements, dans la lignée des ballets de cour, eux plus légers.
L'intrigue principale s'articule entre quatre personnages de la mythologie grecque : Alceste, fille de Pélias, roi d'Iolcos en Thessalie, Lycomède, roi de Scyros, Alcide, qui n'est autre qu'Hercule ou Héraclès, et Admète, ami d'Alcide et roi de Thessalie. Alceste, simultanément convoitée par les trois autres, accorde finalement sa préférence à Admète. Une intrigue secondaire, plus « légère », se déroule en parallèle entre Céphise, confidente d'Alceste, et ses deux amoureux — Lychas, confident d'Alcide, et Straton, confident de Lycomède. Le triangle constitué autour de Céphise (symbole d'inconstance et d'insouciance) sert de contraste au caractère tragique d'Alceste, dont l'absolue fidélité l'entraîne jusqu'à la mort.

### Personnages
| Rôle                                                                  | Voix    | Créateur |
| --------------------------------------------------------------------- | ------- | -------- |
| Admète, roi de Thessalie, époux d'Alceste                             | ténor   |          |
| Cléante, suivant d'Admète                                             | basse   |          |
| Phérès, père d'Admète                                                 | baryton |          |
| Alceste, épouse d'Admète                                              | soprano |          |
| Céphise, suivante d'Alceste                                           | soprano |          |
| Alcide (Hercule ou Héraclès), héros, ami d'Admète, amoureux d'Alceste | baryton |          |
| Lychas, suivant d'Alcide, amoureux de Céphise                         | ténor   |          |
| Lycomède, roi de Scyros, amoureux d'Alceste                           | basse   |          |
| Straton, suivant de Lycomède, amoureux de Céphise                     | basse   |          |

D'autres personnages, plus ou moins importants, apparaissent épisodiquement dans l'un ou l'autre des différents tableaux.

### Résumé
Alcide (autre nom d'Héraclès) est amoureux d'Alceste, promise à Admète, roi de Thessalie. Admète est blessé au cours d'un combat. Les Parques acceptent de lui épargner la mort à condition que quelqu'un se sacrifie à sa place. Alceste se dévoue. Alcide promet alors à Admète d'aller chercher Alceste aux Enfers à condition qu'elle soit à lui. À leur retour des Enfers, les adieux entre les deux époux sont si émouvants qu'Alcide renonce à Alceste et la laisse à Admète. Le triomphe d'Alcide est que ce dernier arrive à s'effacer devant le couple amoureux.

## Argument

### Prologue
Le théâtre représente les bords de la Seine, dans le jardin des Tuileries. La nymphe de la Seine paraît, appuyée sur une urne au milieu d'une allée dont les arbres sont séparés par des fontaines.
La Nymphe de la Seine se lamente de l'absence prolongée de son héros. La Gloire entre, accompagnée d'une musique guerrière. La Nymphe de la Seine lui reproche de retenir le héros sur les champs de bataille, et ainsi, d'en priver ses admirateurs. La Gloire lui adjoint alors de cesser de se lamenter, car les hauts-faits du héros rejaillissent sur elle, font d'elle « Le Fleuve le plus fier qui soit dans l'univers ». La Nymphe de la Seine rappelle cependant qu'il lui tarde de revoir son héros afin de retrouver tous ses attraits d'antan. La Gloire lui annonce alors le prochain retour du héros : « Puisque tu vois la Gloire, ton héros n'est pas loin. » Soulagée, la Nymphe de la Seine laisse alors éclater sa joie. La Nymphe des Tuileries s'avance avec une troupe de nymphes qui dansent : les arbres s'ouvrent et font voir les divinités champêtres qui jouent de différents instruments, et les fontaines se changent en naïades qui chantent. La Nymphe de la Marne, compagne de la Seine, vient chanter au milieu d'une troupe de divinités de fleuves qui témoignent leur joie par leur danse. Les divinités des fleuves et les nymphes forment une danse générale, tandis que tous les instruments et toutes les voix s'unissent. Les Plaisirs volent et viennent préparer des divertissements.

### Acte I
Le théâtre représente un port de Thessalie, où l'on voit un grand vaisseau, orné et préparé pour une fête, au milieu de plusieurs vaisseaux de guerre.
À l'occasion du mariage d'Alceste et d'Admète, une fête galante est sur le point d'être organisée. Alcide, rongé par la jalousie, confie à Lychas qu'il préfère ne pas assister à la noce, pour ne pas souffrir inutilement. Lychas, ne voulant pas s'éloigner de Céphise, persuade son maître d'abandonner ce projet et de rester jusqu'à la fin des festivités, afin d'éviter les médisances. Dans la scène suivante, Lychas révèle à Straton que lui aussi est aimé de Céphise, puis se retire laissant son rival interloqué. Ce dernier reçoit la confirmation de cette situation inattendue de la bouche même de celle dont il se croyait exclusivement aimé : Céphise, en présence d'un Straton médusé, va même jusqu'à faire l'éloge de l'inconstance amoureuse. Lycomède entre en scène et interrompt le dialogue entre Céphise et Straton. Il semble prendre le rejet dont il a fait l'objet avec plus de sérénité qu'Alcide : le roi de Scyros est d'ailleurs en train de préparer une fête nautique pour divertir les nouveaux époux. Mais le détachement de Lycomède n'est qu'une feinte, et la fête qu'il s'apprête à offrir aux époux, un simple stratagème, qui, avec la complicité de son confident Straton, va lui permettre de s'emparer d'Alceste. C'est ainsi qu'au cours de ce divertissement, alors que Lycomède conduit Alceste dans son vaisseau (et que Straton y mène Céphise), mais avant qu'Admète, Alcide et les autres invités aient eu le temps d'y passer, le pont s'enfonce dans la mer. Le vaisseau quitte alors le port et met la voile vers Scyros, avec l'appui de la déesse Thétis, sœur de Lycomède. Celle-ci, aidée des aquilons, provoque une violente tempête afin de couvrir la fuite de son frère. Heureusement, Éole intervient : il apaise la tempête et ordonne aux zéphyrs de chasser les aquilons, permettant ainsi aux vaisseaux d'Admète et d'Alcide de poursuivre Lycomède.

### Acte II
La scène est dans l'île de Scyros, et le théâtre représente la ville principale de l'île. Céphise et Straton sont en scène.
Sur Scyros, Céphise est prisonnière de Straton, comme l'épouse d'Admète l'est de Lycomède. Dans l'espoir de reconquérir sa liberté, la confidente d'Alceste tente d'amadouer son geôlier Straton en lui promettant de lui être fidèle. Méfiant, celui-ci accepte de la libérer à condition que celle-ci l'épouse d'abord. Prudente, Céphise lui répond qu'elle ne consentira au mariage qu'une fois qu'elle sera libre. Le dialogue est interrompu par l'arrivée d'Alceste et de Lycomède. La reine prisonnière essaie de calmer le dépit de son ravisseur en lui expliquant qu'on ne peut forcer personne à aimer, et que le fait de ne pas être choisi ne doit pas être considéré comme une offense. Mais rien n'y fait : furieux, désespéré et impitoyable, Lycomède n'entend pas renoncer à sa vengeance. Straton vient alors prévenir son roi que les soldats ennemis conduits par Admète et Alcide, s'approchent de la cité. Alceste tente une dernière fois de raisonner Lycomède en l'invitant à se rendre plutôt que de faire couler le sang bien inutilement. Mais le roi, refusant d'écouter ses supplications, la fait entrer dans les remparts et s'apprête à soutenir le siège de la ville. Grâce à l'héroïsme d'Alcide et à la détermination d'Admète, après une tumultueuse bataille qui a permis la destruction des tours et des remparts, la ville est finalement prise et les assiégés se rendent ou sont faits prisonniers. Alceste et Céphise sont libérées. Alcide remet la princesse entre les mains du père d'Admète, Phérès, et demande à celui-ci de la rendre à son époux. Il se retire aussitôt, afin d'éviter d'avoir encore à souffrir devant le bonheur du jeune couple. Après le départ d'Alcide et de Lychas, Alceste découvre atterrée Admète blessé à mort par Lycomède. Devant les larmes de son épouse, le roi, très affaibli et conscient de sa situation, demande à Alceste de ne pas pleurer et lui assure d'être heureux de mourir pour elle. Apollon entre alors en scène et annonce au roi qu'il lui est permis d'éviter la mort, à condition que quelqu'un accepte de mourir à sa place. Dans cette perspective, les Arts s'apprêtent à élever un monument à la gloire de celle ou celui qui se sera sacrifié pour Admète.

### Acte III
Le théâtre est un grand monument élevé par les Arts. Un autel vide paraît au milieu pour servir à porter l'image de la personne qui s'immolera pour Admète. Alceste, Phérès et Céphise sont en scène.
Alceste en larmes supplie les dieux de ne pas lui ravir son époux, tandis que, dans une pièce voisine, celui-ci s'éteint tout doucement. Or personne, pour l'instant, ne s'est offert à mourir à sa place, et chacun avance de bonnes raisons pour ne pas assumer un tel sacrifice : Céphise se dit trop jeune pour mourir ; Phérès, se dit trop vieux. Alceste se retire tristement, comprenant qu'elle ne peut compter sur personne pour sauver son époux. Céphise la suit. Cléante, un familier du roi, vient prévenir Phérès qu'Admète n'a plus que quelques instants à vivre. Soudain, une joyeuse ritournelle se fait entendre et Admète entre, miraculeusement guéri. Heureux d'avoir survécu, et d'être bientôt en mesure de sécher les larmes de son épouse bien-aimée, il demande aux dieux des Arts de lui révéler l'image de la personne qui lui a fait don de sa vie. Le rideau de l'autel s'ouvre, laissant apparaître l'image d'Alceste en train de se poignarder, tandis que Céphise annonce que la princesse vient de mourir, se sacrifiant pour celui qu'elle aimait. Accablé de douleur, Admète tombe entre les bras de sa suite. Une troupe d'hommes et de femmes affligés portant des fleurs et tous les ornements qui ont servi à parer Alceste, entre et entame une cérémonie funèbre. Un transport de douleur saisit les deux troupes affligées : une partie déchire ses habits, l'autre s'arrache les cheveux, et chacun brise, au pied de l'image d'Alceste, les ornements qu'il porte à la main. C'est alors qu'Alcide entre : intrigué par les cris et par la cérémonie funèbre, il a différé son départ. Rapidement mis au courant de la situation, il propose à Admète d'aller chercher Alceste aux enfers, mais à condition d'en faire sa propre épouse à son retour. Sans l'ombre d'une hésitation, le roi accepte de renoncer à celle qu'il aime et presse Alcide d'« arracher Alceste au trépas ». La lune apparaît : son globe s'ouvre et fait voir Diane sur un nuage brillant. Celle-ci annonce que les dieux, émus par un si beau projet, ont décidé d'aider Alcide en lui ouvrant un nouveau passage pour accéder aux Enfers. Mercure vient en volant frapper la terre de son caducée : le passage s'ouvre et Alcide y descend.

### Acte IV
Le théâtre représente le fleuve Achéron et ses sombres rivages. Des ombres attendent Caron. Celui-ci arrive en ramant dans sa barque.
Caron fait entrer dans sa barque les ombres qui ont de quoi le payer, afin de leur faire franchir l'Achéron. Sans état d'âme ni pitié, il chasse les âmes qui n'ont rien. Alcide entre en scène et saute dans la barque de Caron en chassant les ombres qui s'y trouvent. N'écoutant ni les protestations ni les menaces du passeur, le héros lui commande de le conduire chez Pluton sans plus de discussion.
Le théâtre change et représente le palais de Pluton. Pluton est assis sur son trône ; Proserpine, les suivants de Pluton et l'ombre d'Alceste sont autour de lui.
Pluton et Proserpine souhaitent la bienvenue à l'ombre d'Alceste et organisent une fête en son honneur. Mais Alecton entre en toute hâte, interrompt le divertissement et informe Pluton qu'Alcide est descendu attaquer les Enfers. Pluton lâche alors Cerbère afin de barrer la route à Alcide, mais ce dernier a tôt fait de soumettre le gardien des Enfers en l'enchaînant : Pluton s'avoue donc vaincu. Mais Alcide le rassure : il ne vient pas conquérir le royaume des morts, mais simplement « chercher Alceste en cet affreux séjour ». Touchée par la sincérité de son amour, Proserpine insiste auprès de son époux afin de soutenir le projet d'Alcide. Ému à son tour, Pluton accepte de laisser Alcide et Alceste partir tous les deux. De plus, pour faciliter leur retour, le dieu des Enfers met son propre char et sa propre escorte à leur disposition : Alcide et l'ombre d'Alceste se placent alors sur le char de Pluton qui les enlève sous la conduite d'une troupe volante de la suite de Pluton.

### Acte V
Le théâtre représente un arc de triomphe au milieu de deux amphithéâtres, où l'on voit une multitude de différents peuples de la Grèce assemblés pour recevoir Alcide triomphant des Enfers.
Avec le peuple venu pour accueillir Alcide, Admète se réjouit à l'idée de revoir Alceste vivante. Cependant il se souvient de son engagement : Alceste vit, certes, mais elle ne vit plus pour lui. Admète étouffe quelques regrets en se disant que revoir Alceste vivante compte plus que tout. S'interdisant de s'apitoyer sur lui-même, il se ressaisit et se mêle à la liesse populaire afin de participer sans restriction au triomphe mérité d'Alcide. À l'occasion des réjouissances, Lychas décide de rendre sa liberté à Straton (enchaîné depuis la fin de l'acte II) et de se réconcilier avec lui. À Céphise qui entre, tous deux demandent de choisir qui elle souhaite pour futur époux. Mais la jeune fille refuse de choisir et les informe qu'elle n'a pas l'intention de se marier, car, selon elle, « l'hymen rend l'amour sans attraits ». Les deux amoureux semblent finalement se ranger à son avis, et tous les trois participent à la célébration. Alcide et Alceste entrent. Alcide reproche à Alceste de n'avoir d'yeux que pour Admète et lui rappelle que désormais elle est à lui. Alceste l'assure qu'elle n'a pas l'intention de trahir les engagements d'Admète, mais elle ajoute qu'il lui est impossible de retrouver la vie sans retrouver ses sentiments. Pour la dernière fois, Alceste et Admète se font d'émouvants adieux, car pour eux, le devoir doit être plus fort que l'amour : « Il faut [...] que l'amour le plus tendre soit la victime du devoir. Alceste, Admète, il ne faut plus nous voir. » Admète se retire et Alceste offre sa main à Alcide. Mais ce dernier, ému par la profondeur de leurs sentiments, arrête Admète et lui cède la main qu'Alceste lui présente. C'est ainsi que le héros Alcide, après avoir triomphé des monstres, des tyrans et des Enfers, apprend à « triompher de lui-même ». Apollon descend dans un palais éclatant au milieu des Muses et des Jeux, qu'il amène pour prendre part à la joie d'Admète et d'Alceste, et pour célébrer le triomphe d'Alcide. Une troupe de bergers et de bergères, dont les uns chantent et les autres dansent, viennent, par l'ordre d'Apollon, contribuer à la réjouissance. Apollon vole avec les Jeux.

## Discographie
- La Grande Écurie et la Chambre du Roy et Ensemble Sagittarius, dir. Jean-Claude Malgoire - Astrée Auvidis 1992
- Les Talens Lyriques, dir. Christophe Rousset - Aparté 2017